# 飯山町 (長野県)
飯山町（いいやままち）は長野県下水内郡にあった町。現在の飯山市大字飯山・南町にあたる。

## 地理
- 山：長峰山
- 河川：千曲川

## 歴史
- 1889年（明治22年）4月1日 - 町村制の施行により、飯山町の大部分（大池組・小佐原組を除く）の区域をもって飯山町が発足。
- 1951年（昭和26年） - 大道東区が常盤村に編入。
- 1954年（昭和29年）8月1日 - 秋津村・柳原村・外様村・常盤村・下高井郡木島村・瑞穂村と合併して飯山市が発足。同日飯山町廃止。

## 地域

### 教育
- 飯山町立飯山小学校
- 飯山町公民館
  - 飯山町立図書館

## 交通

### 鉄道路線
- 日本国有鉄道
  - 飯山線
    - 飯山駅 - 北飯山駅

### 道路
- 国道117号